# 李厚 (成化進士)
李厚（？—？），字弘載，直隸順德府任縣人，民籍，明朝政治人物。

## 生平
順天府鄉試第八十三名舉人。成化十七年（1481年）中式辛丑科三甲第七十二名進士。

## 家族
曾祖李得；祖父李素，縣丞；父李仁，母陳氏。